# Листопадничек
Листопадничек — мультфильм для детей, выпущенный в 1977 году киностудией Беларусьфильм. Мультфильм основан по одноимённой сказке Ивана Соколова-Микитова.

## Сюжет
Осенью, когда начинают падать листья с деревьев, у зайчихи рождаются зайчата. Осенних зайчат называют листопадничками. Сюжет про такого зайчика и его встречи с лесными обитателями, готовящимися к зиме.

## Съёмочная группа
| Режиссёр-постановщик | Кузьма Кресницкий                                                       |
| Автор сценария       | Кузьма Кресницкий                                                       |
| Оператор-постановщик | С. Смирнов                                                              |
| Художник-постановщик | А. Булай                                                                |
| Мультипликаторы      | В. Шуленин, Виктор Довнар                                               |
| Композитор           | Эдуард Ханок                                                            |
| Текст песен          | Михаил Пляцковский                                                      |
| Монтаж               | И. Волкова                                                              |
| Звукооператор        | Сендэр Шухман                                                           |
| Ассистент режиссёра  | Л. Лукашенко                                                            |
| Ассистент оператора  | М. Вашквич                                                              |
| Роли озвучивали      | Вера Кавалерова, Людмила Бартошевич, Борис Владомирский, Виктор Лебедев |
| Редактор             | Олег Белоусов                                                           |
| Директор             | Ольга Оноприенко                                                        |